# Psittacanthus nodosissimus
Psittacanthus nodosissimus är en tvåhjärtbladig växtart som beskrevs av Carlos Toledo Rizzini. Psittacanthus nodosissimus ingår i släktet Psittacanthus och familjen Loranthaceae. Inga underarter finns listade i Catalogue of Life.